# Star Wars I. rész – Baljós árnyak
A Star Wars I. rész – Baljós árnyak (eredeti cím: Star Wars Episode I: The Phantom Menace) 1999-ben bemutatott  amerikai film, amely George Lucas űroperájának, a Csillagok háborúja című mozifilm-sorozatnak negyedikként megjelent epizódja, a cselekmény alapján az első.
A főbb szerepekben Jake Lloyd, Liam Neeson, Ewan McGregor, Natalie Portman, Frank Oz, Samuel L. Jackson, Ian McDiarmid és Ray Park látható.

## Rövid történet
A Kereskedelmi Szövetség, egy kapzsi nagyvállalat a Naboo bolygó megszállására készül. A Galaktikus Szenátus vezetője két jedit küld ki, hogy közvetítsenek, azonban sikertelenül járnak, és menekülniük kell Amidala királynővel, a Naboo uralkodójával együtt. Útközben, hogy sérült űrhajójukat megjavítsák, leszállnak a félreeső Tatuin bolygón, ahol megismerkednek Anakin Skywalkerrel, az ifjú rabszolgafiúval, akiben szokatlanul nagy a jedi Erő.

## Cselekmény
A film cselekményének időpontja a Csillagok háborúja univerzumában felállított kronológia szerint 32 YE.
A Galaktikus Köztársaságon zűrzavar uralkodik: a Galaxist átszövő kereskedelmi útvonalak megadóztatása iránti tiltakozásuk jeleként a kapzsi Kereskedelmi Szövetség fegyveres blokádot von a Köztársaság szívétől messze eső békés Naboo bolygó köré, elvágva azt a külvilágtól. Miközben a szenátus vitatkozik, az államfő, Finis Valorum főkancellár titokban két Jedi lovagot küld a konfliktus megoldására: Qui-Gon Jinn mestert és tanítványát, Obi-Wan Kenobit.
A két Jedi átszáll a Kereskedelmiek vezérhajójára, hogy találkozzon Nute Gunray helytartóval, ám nem tudják, hogy az lepaktált egy magát Darth Sidiousnak nevező Sith Nagyúrral, aki a blokád elrendelése után most arra utasítja a helytartót, hogy végezzenek a Jedikkel és szállják meg a Naboo-t. Qui-Gon és Obi-Wan azonban megmenekülnek a váróterembe eresztett mérges gáztól és a rájuk támadó droidkatonáktól, majd, hogy figyelmeztessék Naboo népét, a megszálló hadsereggel együtt leszállnak a bolygó sűrű erdőkkel és mocsárral borított területén. Itt találkoznak a bolygón őslakos gungan fajba tartozó Jar Jar Binksszel, akit Jinn megment egy mindent legázoló csapatszállítótól, majd a rájuk támadó droidoktól. Jar Jar hálája jeléül a szolgálatukba szegődik, és noha ügyefogyottsága okán társai kitaszították maguk közül, elvezeti őket a gunganek víz alatti fővárosába. A gungan vezető, Nass főnök a Naboo névadó, emberi népe iránt táplált kölcsönös ellenszenv okán azonban nem hajlandó segíteni nekik, pusztán (Jinn elmetrükkjének hatására) egy vízalatti járműt bocsát a rendelkezésükre, amivel a bolygó vízzel elárasztott magján áthaladva eljuthatnak Naboo fővárosába, Theedbe.
Miközben a két Jedi és a velük tartó Jar Jar átkelnek a szörnyektől hemzsegő bolygómagon, a Kereskedelmiek droidhadserege könnyűszerrel elfoglalja a pacifista nézeteket valló Padmé Amidala által uralt Theedet. A droidok foglyul ejtik a királynőt és a tisztviselőket, a népet pedig fogolytáborokba deportálják, Amidalát pedig azzal fenyegetik, hogy amennyiben nem írja alá a megszállást érvényesítő egyezményt, éhhalálra ítélik a lakosságot. Qui-Gon és Obi-Wan épp idejében érkeznek Theedbe, hogy kiszabadítsák a királynőt és udvarhölgyeit, és ráveszik, hogy tartson velük galaxis fővárosaként funkcionáló Coruscant bolygójára, ahol a főkancellár és az állam segítségét kérheti. A Naboo-t körülfogó blokádon való áttörés során azonban a királyi csillaghajó súlyos találatokat szerez: a sikeres megmenekülést egyedül a hajó legénységéhez tartozó asztrodroid, R2-D2 hősiességének köszönhetik. A társaság a kicsiny és félreeső, sivár  Tatuin bolygón száll le, hogy kijavítja a jármű sérüléseit.
Gungray helytartó értesíti Sidious Nagyurat a történtekről, aki saját tanítványát, Darth Mault bízza meg a csillaghajó és a királynő kézre kerítésével. Amidala segélykérő hologramfelvételt kap helytartójától, Sio Bibble-től, amelyről azonban Obi-Wan azt gyanítja, a hollétük kiderítésére végett állított csapda. Qui-Gon Jar Jar, R2, valamint a bolygó iránt érdeklődő királynő egyik udvarhölgye, Padmé társaságában elindul a közeli Mos Espa városába, hogy megfelelő alkatrészeket találjanak a hajó megjavításához. Egy Watto nevű ócskás lomtelepén meg is találják a keresett hajtóművet, ám annak birtokosa nem fogadja el a Qui-Gon által kínált köztársasági váltót, mivel a Tatuin félreeső világában az értéktelen valutának számít. Padmé eközben megismerkedik Watto fiatal rabszolgájával, Anakin Skywalkerrel, aki, hogy megóvja őket a közelgő homokvihar veszélyeitől, meghívja a társaságot a szintén Watto tulajdonában álló édesanyjával, Shmivel együtt fenntartott otthonukba. Fiatal kora ellenére Anakin remekül ért a gépekhez: amellett, hogy mesteri munkát végez egy kidobott roncsokból összeállított és megjavított protokolldroidon – C-3PO – egy saját versenyfogatot is épít, amelynek fedélzetén részt kíván venni a bolygón rendezett versenyeken – igaz, azok tisztességtelenségéből adódóan még egyszer sem sikerült ép fogattal célba érnie. Mivel segíteni akar Qui-Gonnak és társainak, felajánlja, hogy benevez a következő, nagy nyereménnyel kecsegtető fogatversenyre, a díjból pedig megvásárolhatják a szükséges alkatrészt. Más lehetőség híján Qui-Gon elfogadja a fiú segítségét. Watto hajlandó belemenni, hogy rabszolgája versenyezzen, Jinn pedig még egy fogadásra is sikeresen ráveszi: amennyiben Anakin megnyeri a versenyt, az ócskás amellett, hogy átadja nekik a szükséges alkatrészt, felszabadítja őt. Watto rááll a fogadásra, ám a fiú anyjának szabadságát nem hajlandó kockáztatni.
Anakint tanulmányozva Qui-Gon felfedezi, hogy a fiú fogékony az Erőre, a Shmivel folytatott beszélgetésekből pedig kideríti, hogy Anakinnak különös módon apa nélkül fogant. A verseny előtti este vért vesz Anakintól, amely mintát átküldi Obi-Wannak, hogy az megvizsgálhassa. Kenobi elképedve jelenti, hogy a fiú sejtjeiben található midikloriánok száma minden valaha élt Jediénél magasabb.
A fogatverseny napján egy másik versenyző, a többszörös győztes és tisztességtelen Sebulba megrongálja Anakin fogatát, aki ennek következtében súlyos hátránnyal indul. Ennek ellenére hamar feltalálja magát és beéri a mezőnyt. A buckalakók támadásai, veszélyes akadályok és Sebulba sportszerűtlen garázdálkodása ellenére megnyeri a futamot. Wattonak nincs mit tennie: a fogadás értelmében átadja az alkatrészt és felszabadítja Anakint. A fiú nehéz szívvel ugyan, de búcsút vesz édesanyjától, és Qui-Gonnal tart Coruscantra, hogy Jedi lovaggá képezhessék. Shmi búcsúzóul emlékezteti rá, hogy a változás az élet természetes része, és fogadja el azt. Mielőtt azonban a megjavított hajó fedélzetén elhagyhatnák a bolygót, a nyomukra akadó Darth Maul, a rejtélyes sötét lovag rájuk támad. Qui-Gon szembeszáll vele, elérve, hogy a csillaghajó felszállhasson, majd annak rámpájára ugrik, maga mögött hagyva Mault. Anakin egy nyakláncot ajándékoz Padménak, hogy az azután is emlékezzen rá, ha elválnak útjaik.
A csillaghajó Coruscantra érkezik, hogy a Galaktikus Szenátus elé vigye a Naboo inváziójának ügyét. Itt Naboo szenátora, Sheev Palpatine fogadja őket, aki azonban közli Amidala királynővel, hogy a Köztársaságot megbénítja a korrupció és a bürokrácia. A szenátus előtt a királynő a Köztársaság segítségét kéri, azonban látnia kell, hogy Palpatine igazat mondott: a jóindulatú Valorum főkancellár szándéka ellenére képtelen cselekedni: a Kereskedelmi Szövetség zsoldjában álló képviselők arra kötelezik, hogy állítson fel egy bizottságot, amely majd kivizsgálja a történteket. Amidala elutasítja ezt és Palpatine tanácsára bizalmatlansági indítványt kezdeményez Valorum hatalomból való elmozdítására, hogy egy új, erősebb kancellár véget vessen Naboo szenvedésének. Valorumot nem sokkal később valóban leváltják, az új főkancellárnak pedig nem mást, mint Palpatine-t szavazzák meg. Eközben Qui-Gon a Jedi templomban ülésező Jedi tanács elé viszi Anakint, és megosztja velük gyanúját, miszerint a fiú nem más, mint a régen megjövendölt Kiválasztott, akit a midikloriánok nemzettek, és akinek sorsa, hogy egyensúlyt hozzon az Erőbe. Mivel Anakin túl idős tanítványnak, a szívében pedig túl sok félelem lakik az anyja elvesztésének gondolatától fakadóan (amely félelem haraghoz, gyűlölethez és szenvedéshez, azaz a Sötét Oldalra vezet), a Jedi mesterek – többek közt Yoda és Windu mester szerint – szerint veszélyes volna tanítani. Qui-Gon azonban szilárdan hiszi, hogy Anakin a Kiválasztott, és felajánlja, hogy ő maga tanítja majd. Továbbá hangot ad gyanújának, hogy a Tatuinon rájuk támadó harcos a rég kiveszettnek hitt Sith rend egy lovagja volt, amit a tanács kétkedéssel fogad.
Mindeközben Amidala királynő továbbra is nyugtalan népe sorsa miatt: az immár főkancellári rangba lépő Palpatine által kínált intézkedések sem bizonyulnak elég gyorsnak és hatékonynak, hogy cselekedjenek. A gunganok haderejét és vitézségét méltató Jar Jar sugalmazására úgy dönt, visszatér szülőbolygójára és maga veszi fel a harcot a hódítók ellen. Qui-Gon, Obi-Wan és Anakin szintén visszatérnek vele a Naboora, ahol a királynő Jar Jar segítségével felkeresi a vízalatti városukból kiűzött gunganeket, és Nass főnök segítségét kéri. Hogy megmutassa a gunganek felé tanúsított bizalmát, az udvarhölgyek közt tartózkodó Padmé felfedi, hogy nem a királyi díszeket viselő nő, hanem ő a valódi Amidala királynő, aki biztonsági okokból visel álruhát. Társaival együtt térdet hajt Nass főnök előtt, ezzel elismerve a harcias gungan népet, akikhez a békeszerető naboo-k mindeddig gőgös elutasítással viseltettek. Nass és Amidala szövetséget kötnek és tervet dolgoznak ki a bolygó felszabadítására: a nagyszámú gungan hadsereg nyílt ütközetet provokál ki a Theedtől távoli mezőkön, ezzel elcsalva a megszálló erők nagyrészét. Ezalatt a királynő és maroknyi, rendőrökből és testőrökből szervezett fegyverese behatol a palotába, ahol túszul ejti Gunray helytartót, valamint a királyi hangárból támadást indítanak a bolygó feletti droidvezérlő csatahajó ellen, megbénítva a droidkatonákat.
A gungan sereg sikeresen magára vonja a hódítók figyelmét, akik Darth Sidious parancsára valóban kivezénylik az erőiket az elpusztításukra. A gunganek – köztük a hozzá nem éppen illő tábornoki rangba emelt Jar Jarral – hősiesen kiáll a többszörös túlerővel szemben, Amidala királynő és a Jedi lovagok pedig bejutnak a palotába, ahol kiszabadítják a légierő pilótáit, akik megindítják a droidvezérlő elleni támadást. Az összecsapás során Anakin Qui-Gon parancsára elrejtőzik egy gazdátlan űrhajóban, amelynek robotpilótája azonban követi a felszálló egységet, így a fiú és a szintén a hajóban kikötő R2 az űrben dúló csata kellős közepén találják magukat. A Kereskedelmi csatahajók elhárítópajzsa azonban túl erősnek bizonyul, így a támadás eredménytelennek tűnik.
A bolygó felszínén Qui-Gon és Obi-Wan ismét szembetalálják magukat Dart Maullal, aki párbajra hívja a Jediket. A két lovag és a Sith harcos közt ádáz fénykardpárbaj veszi kezdetét, miközben Amidala és társai eljutnak a trónteremig, ahol sikeresen foglyul ejtik Gunray helytartót. A Naboo felett Anakin a véletlennek köszönhetően bejut a droidvezérlő belsejébe, majd így a lövegeket felfogó védőpajzsot megkerülve, belülről robbantja fel annak főreaktorát. Az időközben a gungan sereg fölébe kerülő droidok így működésképtelenné válnak.
Qui-Gon, Obi-Wan és Maul eközben folytatják a küzdelmet, amelynek során azonban a Sith halálosan megsebesíti Qui-Gont, Obi-Want pedig egy alattuk tátongó aknába löki, aki azonban megakapaszkodik egy, az akna falán található tárgyban. Maul már-már győzelmet arat, azonban súlyos hibát követ el: lebecsüli fiatal ellenfelét, aki vele szemben tiszta fejjel magához szólítja elesett mestere fényszablyáját, ezzel egyidejűleg pedig egyetlen ugrással kijut az aknából, átpördülve Maul feje felett és derékban kettészelve a Sith harcost, aki ezt követően a mélybe zuhan. A haldokló Qui-Gon utolsó szavaival arra kéri tanítványát, vegye maga mellé az Erőbe egy nap egyensúlyt hozó Anakint, és neveljen belőle Jedi lovagot.
Obi-Wan tanítványból Jedi lovaggá lép elő, és közli szándékát Yoda mesterrel, miszerint akár a tanács döntése ellenében is tanítani fogja Anakin Skywalkert. Yoda mester azonban tudatja vele, hogy a Jedi tanács szintén támogatja a döntést.  Qui-Gon testét Jedi hagyományokhoz hűen elhamvasztják. A szertartás közben Yoda és Windu megvitatják, hogy a titokzatos sötét harcos valóban Sith lovag volt, és amelyekből mindig kettő van: egy mester, és egy tanítvány. Ám, hogy Maul pontosan melyik volt a kettő közül, rejtély marad a számukra.
Naboo népe és a gunganek fényes ceremónia keretei közt ünneplik meg a bolygó felszabadulását és a két faj közti barátságot.

## Szereplők
| Szereplő                        | Színész                            | Magyar hang                                               | Leirás |
| ------------------------------- | ---------------------------------- | --------------------------------------------------------- | --- |
| Qui-Gon Jinn                    | Liam Neeson                        | Kovács István                                             | Egy Jedi mester, aki felfedezte Anakint és abban a hitben, hogy a prófécia szerint ő a "Kiválasztott" aki egyensúlyt teremt az erőben, ragaszkodik ahhoz, hogy a fiút Jedivé képezze ki, a Jedi Tanács megtagadása ellenére is.  |
| Obi-Wan Kenobi                  | Ewan McGregor                      | Anger Zsolt                                               | Qui-Gon tanítványa, aki nagyra tartja mesterét, de időnként megkérdőjelezi az indítékait, különösen mikor a saját feje után megy, a szabályok betartása helyett.                                                                 |
| Padmé Amidala                   | Natalie Portman                    | Zsigmond Tamara                                           | A Naboo bolygó fiatal királynője, aki azt reméli, hogy megvédheti bolygóját a Kereskedelmi Szövetség blokádinváziójától. |
| Anakin Skywalker                | Jake Lloyd                         | Kováts Dániel Zelei Dániel (bővített verzió új jelenetei) | Egy 9 éves rabszolgafiú és képzett pilóta, aki arról álmodik, hogy Jedi legyen. |
| Sheev Palpatine / Darth Sidious | Ian McDiarmid                      | Gruber Hugó / Melis Gábor                                 | A Naboo bolygó középkorú szenátora és titokban egy Sith nagyúr, aki megszervezi szülőbolygójának invázióját, hogy megválasszák őt főkancellárnak.                                                                                |
| Jar Jar Binks                   | Ahmed Best                         | Bicskey Lukács                                            | Egy ügyetlen gungan, akit száműzték otthonából, Qui-Gon és Obi-Wan bevették őt segíteni. |
| C-3PO                           | Anthony Daniels                    | Józsa Imre                                                | Egy protokoll droid, amit Anakin rakott össze. |
| R2-D2                           | Kenny Baker                        | Eredeti hang                                              | Egy asztromech droid, aki megmenti Amidala királynő hajóját, amikor más asztrodroidok megsemmisültek. |
| Shmi Skywalker                  | Pernilla August                    | Spilák Klára                                              | Anakin édesanyja, aki aggódik fia jövőjéért, de megengedi neki hogy Jedivé vájjon. |
| Yoda                            | Frank Oz (hang)                    | Versényi László                                           | Az több száz éves Jedi nagymester és a Jedi Tanács vezetője, aki aggódik amiatt, hogy megengedi Anakin kiképzését. |
| Sio Bibble                      | Oliver Ford Davies                 | Szélyes Imre                                              | A Naboo bolygó kormányzója. |
| Quarsh Panaka                   | Hugh Quarshie                      | Földi Tamás                                               | Amidala királynő palota őrségének a kapitánya. |
| Mace Windu                      | Samuel L. Jackson                  | Kőszegi Ákos                                              | Egy Jedi mester és a Jedi Tanács magas rangú tagja, aki ellenzi Anakin kiképzését. |
| Darth Maul                      | Ray Park Peter Serafinowicz (hang) | Zágoni Zsolt                                              | Darth Sidious zabrak tanítványa, aki egy dupla pengéjű fénykardot birtokol. |
| Finis Valorum                   | Terence Stamp                      | Varga T. József                                           | A Galaktikus Köztársaság főkancellárja, aki a film elején ő bízta meg Qui-Gon-t és Obi-Wan-t hogy tárgyaljanak a Kereskedelmi Szövetség helytartójával.                                                                          |
| Sabé                            | Keira Knightley                    | Zsigmond Tamara                                           | Amidala királynő egyik szolgája és hasonmása. |
| Nute Gunray                     | Silas Carson                       | Horányi László                                            | Egy neimoidian fájba tartozó idegen. A Kereskedelmi Szövetség helytartója, aki a Naboo inváziót vezeti, és megpróbálja rákényszeríteni Amidala királynőt, hogy írjon alá egy szerződést a bolygó megszállásának legitimálásáról. |
| Ki-Adi-Mundi                    | Silas Carson                       | Dobránszky Zoltán                                         | Egy bölcs és erős cerean fajba tartozó Jedi mester, aki a Jedi Tanács tagja. |
| Rune Haako                      | Jerome Blake James Taylor (hang)   | Pataky Imre                                               | Gunray főhadnagya és elszámolási tisztje a Kereskedelmi Szövetségnél. Szintén a neimoidian fajba tartozik. |
| Mas Amedda                      | Jerome Blake                       | Konrád Antal                                              | Chagrian fajú politikus és a galaktikus szenátus alelnöke. |
| Rugor Nass                      | Brian Blessed (hang)               | Koroknay Géza                                             | A gungan törzs vezetője, aki végül a Naboo felszíni lakóival szövetkezik |
| Watto                           | Andy Secombe (hang)                | Besenczi Árpád                                            | Egy toydariani alkatrész kereskedő a Tatuin-on, aki Anakint és az anyját rabszolgaként birtokolja. |
| Sebulba                         | Lewis MacLeod (hang)               | Eredeti hang                                              | Egy agresszív, cselszövő dug versenyző, aki Anakin fő riválisa a Boontai fogat versenyen. |
| Fode                            | Greg Proops (hang)                 | Eredeti hang                                              | A Boontai fogat verseny két fejű kommentátora. |
| Beed                            | Scott Capurro (hang)               | Orosz István                                              | A Boontai fogat verseny két fejű kommentátora. |
| Ric Olié                        | Ralph Brown                        | Cs. Németh Lajos                                          | A Naboo-i pilóták parancsnoka. |
| Roos Tarpals                    | Steven Spiers                      | Vizy György                                               | A gungan törzs kapitánya. |
| Daultay Dolfine                 | Alan Ruscoe Chris Sanders (hang)   | Pataky Imre                                               | A Kereskedelmi Szövetség droidvezérlő hajóinak parancsnoka. |
| Lott Dod                        | Silas Carson Toby Longworth (hang) | Horányi László                                            | A Kereskedelmi Szövetség szenátora a galaktikus szenátusban. |
| Saché                           | Sofia Coppola                      | N/A                                                       | Amidala királynő egyik szolgája. |
| TC-14                           | John Fensom                        | Nyírő Beáta                                               | Egy protokoll droid a Szövetség hajóján. |
| TC-14                           | Lindsay Duncan (hang)              | Nyírő Beáta                                               | Egy protokoll droid a Szövetség hajóján. |

## A film forgatása
A film költségvetése 115 millió amerikai dollár volt. A legnagyobb részét az angol Leavesden Studios forgatta, néhány részt a tunéziai sivatagban, a Naboo bolygón játszódó jelenetek egy részét az olaszországi Casertai királyi palota termeiben filmezték.

## Fogadtatás

### Kritikai visszhang
A Csillagok háborúja sorozat korábbi részeihez hasonlóan a közönség nagy várakozással fogadta az új epizódot, amelynek népszerűsítő plakátját Drew Struzan készítette el. A Baljós árnyak a sorozat addigi legsikeresebb darabjává vált, noha a kritikusok körében nem aratott nagy sikert: a fiatal Anakin Skywalkert, a későbbi Darth Vadert alakító 10 éves Jake Lloyd munkáját számos negatív bírálat érte, valamint karakterét heves ellenérzésekkel fogadták, tekintve, hogy nem szívesen látták viszont az előző trilógia fenyegető gonosztevőjét ártatlan gyermekként. Több kritika érte továbbá Jar Jar Binkset és az őt megformáló Ahmed Best-et, mivel a szereplőt idegesítőnek találták, sőt, figurájában egyesek az afro-amerikaiak elleni rasszista sztereotípiát véltek felfedezni, annak ellenére, hogy Jar Jar Binks inspirációs forrása a Walt Disney által kreált Goofy karaktere volt. A tatuini ócskást, Watto-t annak méretes ormányával szintén rasszista, nevezetesen antiszemita jelenségként értelmezték, amely kapcsán érdemes megjegyezni, hogy a figurát sokan arab, illetve olasz sztereotípiának is vélték.
Számos rajongó és kritikus kifogásolta, hogy a film figyelmet szentel az események mögött lezajló politikai folyamatok bemutatására, illetve sokak szerint a pénzéhes Kereskedelmi Szövetség tagjai nem voltak elég izgalmas antagonistái a történetnek, céljuk pedig, miszerint leigázzanak egy bolygót, nem volt elegendő tét. Az elégedetlenség másik forrása az volt, hogy többen arra következtettek, hogy a film tudományos úton próbálja magyarázni az Erőt a film szereplői által említett midikloriánok jelenlétével. A filmben azonban semmiféle olyan állítás nem hangzik el, amely arra utalna, hogy a midikloriánok azonosak volnának az Erővel, mi több, a két elem világosan szétválik egymástól.
A filmet jelölték a speciális effektusokért járó Oscar-díjra, amit azonban végül a konkurens film, a Mátrix nyert el abban az évben. Ez volt az első alkalom, hogy egy Csillagok háborúja film vesztett ebben a kategóriában. A film ugyanakkor megnyerte az effektusokért és legjobb jelmezekért járó Szaturnusz-díjat.
Az Empire filmes magazin az 500 valaha készült legjobb film közt jelölte meg a Baljós árnyakat.

### Díjak és jelölések
Oscar-díj (2000)
- jelölés: legjobb hang – Tom Johnson, John Midgley, Shawn Murphy, Gary Rydstrom
- jelölés: legjobb hangeffektus vágás – Tom Bellfort, Ben Burtt
- jelölés: legjobb vizuális effektusok – Scott Squires, Dennis Muren, John Knoll, Rob Coleman

BAFTA-díj (2000)
- jelölés – Legjobb vizuális effektusok
- jelölés – Legjobb hangeffektusok

Arany Málna díj (2000)
- díj: legrosszabb férfi epizódszereplő – Ahmed Best
- jelölés: legrosszabb film
- jelölés: legrosszabb férfi epizódszereplő – Jake Lloyd
- jelölés: legrosszabb női epizódszereplő – Sofia Coppola
- jelölés: legrosszabb rendező – George Lucas
- jelölés: legrosszabb forgatókönyv – George Lucas
- jelölés: legrosszabb páros – Jake Lloyd, Natalie Portman

## Lásd még
A Csillagok háborúja dátumai